# Re di Navarra
Questo articolo elenca i sovrani di Navarra.

## Regno di Pamplona (816-1150)

### Íñiguez-Arista e Jiménez (816-905)
Íñiguez-Arista
      Jiménez
| Ritratto | Nome (nascita–morte)                                 | Regno     | Regno | Matrimoni                                                                             | Note                                                                                     |
| Ritratto | Nome (nascita–morte)                                 | Inizio    | Fine  | Matrimoni                                                                             | Note                                                                                     |
| -------- | ---------------------------------------------------- | --------- | ----- | ------------------------------------------------------------------------------------- | ---------------------------------------------------------------------------------------- |
|          | Íñigo I Íñiguez Arista (790 circa – 852)             | 816       | 852   | Onneca Velázquez due figli e due figlie                                               | Primo Re di Pamplona, figlio di Íñigo Jiménez Arista                                     |
|          | Jimeno I Garcés (? – 860)                            | 850 circa | 860   | Non nota due figli                                                                    | Co-regnante di Garcia I, figlio di Garcia Jimenz; tra l'844 e l'850 fu co-reggente.      |
|          | García I Íñiguez (810 – 882 circa)                   | 852       | 882   | (1) Urraca due figli e tre figlie (2) Leodegundis delle Asturie nessun figlio         | Figlio di Íñigo I, co-regnante di Jimeno I e Garcia II; tra l'842 e l'852 fu co-reggente |
|          | García II Jiménez (? – 885)                          | 870       | 882   | (1) Oneca Rebele di Sangüesa un figlio e una figlia (2) Dadildis di Pallars due figli | Figlio di Jimeno I, co-regnante di Garcia I                                              |
|          | Íñigo II Garcés (860 circa – 933 circa)              | 882       | 905   | Jimena Velasquez quattro figli e una figlia                                           | Figlio di Garcia II, co-regnante di Fortunato.                                           |
|          | Fortunato Garcés il Monaco (830 circa – dopo il 905) | 882       | 905   | Oria quattro figli e una figlia                                                       | Figlio di Garcia I, co-regnante di Íñigo II                                              |

### Jiménez (905-1150)
| Ritratto | Nome (nascita–morte)                                             | Regno             | Regno             | Matrimoni                                                                           | Note |
| Ritratto | Nome (nascita–morte)                                             | Inizio            | Fine              | Matrimoni                                                                           | Note |
| -------- | ---------------------------------------------------------------- | ----------------- | ----------------- | ----------------------------------------------------------------------------------- | --- |
|          | Sancho I Garcés (880 circa – 11 dicembre 925)                    | 905               | 11 dicembre 925   | Toda di Navarra un figlio e cinque figlie                                           | Figlio di García II |
|          | Jimeno II Garcés (882 circa – 29 maggio 931)                     | 11 dicembre 925   | 29 maggio 931     | Sancha Aznárez due figli e due figlie                                               | Figlio di García II, co-regnante con García I (III)                                                                       |
|          | Garcia I (III) Sánchez (919 – febbraio 970)                      | 11 dicembre 925   | febbraio 970      | (1) Andregoto Galíndez un figlio (2) Teresa di León due figli e una figlia          | Figlio di Sancho I, co-regnante sino al 931 con Jimeno II; governò la contea d'Aragona insieme alla moglie come García II |
|          | Sancho II Garcés Abarca (935 circa – dicembre 994)               | febbraio 970      | dicembre 994      | Urraca di Castiglia quattro figli e due figlie                                      | Figlio di García I (III); conte d'Aragona come Sancho I                                                                   |
|          | García II (IV) Sánchez il Tremolante (964 – 8 dicembre 999)      | dicembre 994      | 8 dicembre 999    | Jimena Fernández due figli e due figlie                                             | Figlio di Sancho II; conte d'Aragona come García III                                                                      |
|          | Sancho III Garcés il Grande (990 circa – 18 ottobre 1035)        | 8 dicembre 999    | 18 ottobre 1035   | Munia di Castiglia quattro figli e due figlie                                       | Figlio di Garcia II; conte di Aragona e di Castiglia come Sancio II                                                       |
|          | García III (V) Sánchez (1010 circa – 1º settembre 1054)          | 18 ottobre 1035   | 1º settembre 1054 | Stefania di Foix quattro figli e cinque figlie                                      | Figlio di Sancho III |
|          | Sancho IV Garcés (1039 – 4 giugno 1076)                          | 1º settembre 1054 | 4 giugno 1076     | Placenza due figli                                                                  | Figlio di García III (V)                                                                                                  |
|          | Sancho V Ramírez (1042 circa – 4 giugno 1094)                    | 4 giugno 1076     | 4 giugno 1094     | (1) Isabella di Urgell un figlio (2) Felícia di Ramerupt tre figli                  | Figlio di Ramiro I di Aragona, figlio naturale di Sancho III; Re d'Aragona come Sancho I                                  |
|          | Pietro (1068 circa – 28 settembre 1104)                          | 4 giugno 1094     | 28 settembre 1104 | (1) Agnese di Aquitania un figlio e una figlia (2) Berta di Savoia nessun figlio    | Figlio di Sancho V; Re d'Aragona                                                                                          |
|          | Alfonso il Battagliero (1082 circa – 7 settembre 1134)           | 28 settembre 1104 | 7 settembre 1134  | Felícia di Ramerupt nessun figlio                                                   | Figlio di Sancho V; Re d'Aragona                                                                                          |
|          | García IV (VI) Ramírez il Restauratore (1105 – 25 novembre 1150) | 7 settembre 1134  | 25 novembre 1150  | (1) Margherita de l'Aigle due figli e due figlie (2) Urraca di Castiglia una figlia | Figlio di Ramiro Sánchez, figlio di Sancho Garcés, a sua volta figlio naturale di García III                              |

## Regno di Navarra (1150-1512)

### Jiménez (1150-1234)
| Ritratto | Nome (nascita–morte)                             | Regno            | Regno          | Matrimoni                                         | Note                     |
| Ritratto | Nome (nascita–morte)                             | Inizio           | Fine           | Matrimoni                                         | Note                     |
| -------- | ------------------------------------------------ | ---------------- | -------------- | ------------------------------------------------- | ------------------------ |
|          | Sancho VI il Saggio (1132 – 27 giugno 1194)      | 25 novembre 1150 | 27 giugno 1194 | Sancha di Castiglia e León tre figli e tre figlie | Figlio di Garcia IV (VI) |
|          | Sancho VII il Forte (1170 circa – 7 aprile 1234) | 27 giugno 1194   | 7 aprile 1234  | Costanza di Tolosa nessun figlio                  | Figlio di Sancho VI      |

### Champagne (1234-1305)
| Ritratto | Nome (nascita–morte)                             | Regno           | Regno           | Matrimoni | Note |
| Ritratto | Nome (nascita–morte)                             | Inizio          | Fine            | Matrimoni | Note |
| -------- | ------------------------------------------------ | --------------- | --------------- | --- | --- |
|          | Tebaldo I (30 maggio 1201 – 8 luglio 1253)       | 7 aprile 1234   | 8 luglio 1253   | (1) Gertrude de Dagsbourg nessun figlio (2) Agnese di Beaujeu una figlia (3) Margherita di Borbone-Dampierre tre figli e tre figlie | Figlio di Tebaldo III di Champagne e di Bianca di Navarra, figlia di Sancho VI; conte di Champagne come Tebaldo IV |
|          | Tebaldo II (1238 circa – 4 dicembre 1270)        | 8 luglio 1253   | 4 dicembre 1270 | Isabella di Francia nessun figlio                                                                                                   | Figlio di Tebaldo II; conte di Champagne come Tebaldo V                                                            |
|          | Enrico I il Grosso (1244 circa – 22 luglio 1274) | 4 dicembre 1270 | 22 luglio 1274  | Bianca d'Artois un figlio e una figlia                                                                                              | Figlio di Tebaldo II; conte di Champagne                                                                           |
|          | Giovanna I (1º gennaio 1273 – 2 aprile 1305)     | 22 luglio 1274  | 2 aprile 1305   | Filippo IV di Francia quattro figli e tre figlie                                                                                    | Figlia di Enrico I; contessa di Champagne e regina consorte di Francia                                             |

### Capetingi (1284-1349)
Con Luigi l'Attaccabrighe s'inaugurò l'unione personale tra il Regno di Francia e il Regno di Navarra. L'unione cessò con la morte di Carlo I il Bello, quando il regno di Navarra fu ereditato da Giovanna II, figlia di Luigi, la quale aveva sposato il cugino Filippo, conte di Évreux, figlio di Luigi d'Évreux, a sua volta figlio cadetto di Filippo III di Francia.
| Ritratto | Nome (nascita–morte)                                         | Regno            | Regno            | Matrimoni | Note                                                           |
| Ritratto | Nome (nascita–morte)                                         | Inizio           | Fine             | Matrimoni | Note                                                           |
| -------- | ------------------------------------------------------------ | ---------------- | ---------------- | --- | -------------------------------------------------------------- |
|          | Filippo I il Bello (aprile / giugno 1268 – 29 novembre 1314) | 16 agosto 1284   | 2 aprile 1305    | Giovanna I di Navarra quattro figli e tre figlie                                                                       | Marito di Giovanna I; re di Francia come Filippo IV            |
|          | Luigi I l'Attaccabrighe (4 ottobre 1289 – 5 giugno 1316)     | 2 aprile 1305    | 5 giugno 1316    | (1) Margherita di Borgogna nessun figlio (2) Clemenza d'Angiò nessun figlio                                            | Figlio di Filippo I e Giovanna I; re di Francia come Luigi X   |
|          | Giovanni I il Postumo (15 novembre 1316 – 20 novembre 1316)  | 15 novembre 1316 | 20 novembre 1316 | – | Figlio di Luigi I; re di Francia                               |
|          | Filippo II il Lungo (17 novembre 1293 – 3 gennaio 1322)      | 20 novembre 1316 | 3 gennaio 1322   | Giovanna II di Borgogna due figli e cinque figlie                                                                      | Figlio di Filippo I e Giovanna I; re di Francia come Filippo V |
|          | Carlo I il Bello (18 giugno 1294 – 1º febbraio 1328)         | 3 gennaio 1322   | 1º febbraio 1328 | (1) Bianca di Borgogna nessun figlio (2) Maria del Lussemburgo un figlio e una figlia (3) Giovanna d'Évreux tre figlie | Figlio di Filippo I e Giovanna I; re di Francia come Carlo IV  |
|          | Giovanna II (28 gennaio 1311 – 6 ottobre 1349)               | 1º febbraio 1328 | 6 ottobre 1349   | Filippo d'Évreux tre figli e cinque figlie                                                                             | Figlia di Luigi I                                              |

### Évreux (1328-1441)
A succedere a Giovanna II e a suo marito Filippo III fu Carlo II, poi detto il Malvagio. Carlo III, figlio e successore di Carlo II, detto il Nobile, realizzò lo splendido Palazzo Reale di Olite e la cattedrale gotica di Pamplona, nella quale riposa insieme alla moglie. La figlia di Carlo III, la regina Bianca, sposò in seconde nozze Giovanni, figlio di Ferdinando I d'Aragona, futuro re di Aragona (1458-1479). Alla sua morte, la corona sarebbe spettata al figlio Carlo, ma passò di fatto al marito Giovanni II.
| Ritratto | Nome (nascita–morte)                                    | Regno            | Regno             | Matrimoni                                                                           | Note |
| Ritratto | Nome (nascita–morte)                                    | Inizio           | Fine              | Matrimoni                                                                           | Note |
| -------- | ------------------------------------------------------- | ---------------- | ----------------- | ----------------------------------------------------------------------------------- | --- |
|          | Filippo III (27 marzo 1306 – 23 settembre 1343)         | 28 maggio 1328   | 23 settembre 1343 | Giovanna II di Navarra tre figli e cinque figlie                                    | Marito di Giovanna II; conte d'Évreux                                                                                       |
|          | Carlo II il Malvagio (17 maggio 1332 – 1º maggio 1387)  | 6 ottobre 1349   | 1º maggio 1387    | Giovanna di Francia tre figli e cinque figlie                                       | Figlio di Giovanna II e di Filippo III; conte d'Évreux                                                                      |
|          | Carlo III il Nobile (22 luglio 1361 – 8 settembre 1425) | 1º maggio 1387   | 8 settembre 1425  | Eleonora di Castiglia due figli e sei figlie                                        | Figlio di Carlo II; conte d'Évreux e duca di Nemours                                                                        |
|          | Bianca I (6 luglio 1378 – 3 aprile 1441)                | 8 settembre 1425 | 3 aprile 1441     | (1) Martino I di Sicilia un figlio (2) Giovanni II d'Aragona un figlio e tre figlie | Figlia di Carlo III; regina consorte di Sicilia tra il 1402 e il 1409 e reggente del Regno di Sicilia tra il 1410 e il 1412 |

### Trastámara (1425-1479)
Giovanni II decise di dividere i suoi possedimenti tra i figli, dando la corona d'Aragona a Ferdinando II, marito di Isabella I di Castiglia, e il regno di Navarra ad Eleonora, sposa di Gastone di Foix. Il primogenito della coppia, Gastone di Foix-Navarra, morì nel 1470, perciò l'erede al trono divenne il figlio di questi, Francesco Febo.
| Ritratto | Nome (nascita–morte)                                     | Regno             | Regno                                              | Matrimoni                                                                                 | Note                                                                           |
| Ritratto | Nome (nascita–morte)                                     | Inizio            | Fine                                               | Matrimoni                                                                                 | Note                                                                           |
| -------- | -------------------------------------------------------- | ----------------- | -------------------------------------------------- | ----------------------------------------------------------------------------------------- | ------------------------------------------------------------------------------ |
|          | Giovanni II il Grande (29 giugno 1398 – 20 gennaio 1479) | 8 settembre 1425  | 3 aprile 1441 (de iure) 20 gennaio 1479 (de facto) | (1) Bianca di Navarra un figlio e tre figlie (2) Giovanna Enríquez un figlio e tre figlie | Marito di Bianca I                                                             |
|          | Carlo IV (29 maggio 1421 – 23 settembre 1461)            | 3 aprile 1441     | 23 settembre 1461                                  | Agnese di Kleve nessun figlio                                                             | Figlio di Bianca I e di Giovanni II; re di Navarra in opposizione al padre     |
|          | Bianca II (9 giugno 1424 – 2 dicembre 1464)              | 23 settembre 1461 | 2 dicembre 1464                                    | Enrico di Castiglia nessun figlio                                                         | Figlia di Bianca I e di Giovanni II; regina di Navarra in opposizione al padre |
|          | Eleonora (2 febbraio 1425 – 12 febbraio 1479)            | 2 dicembre 1464   | 12 febbraio 1479                                   | Gastone di Foix quattro figli e sei figlie                                                | Figlia di Bianca I e di Giovanni II; regina di Navarra in opposizione al padre |

### Conti di Foix (1479-1512)
| Ritratto | Nome (nascita–morte)                                | Regno            | Regno           | Matrimoni                                  | Note                                                  |
| Ritratto | Nome (nascita–morte)                                | Inizio           | Fine            | Matrimoni                                  | Note                                                  |
| -------- | --------------------------------------------------- | ---------------- | --------------- | ------------------------------------------ | ----------------------------------------------------- |
|          | Francesco Febo (1º dicembre 1466 – 30 gennaio 1483) | 12 febbraio 1479 | 30 gennaio 1483 | –                                          | Figlio di Gastone di Foix-Navarra, figlio di Eleonora |
|          | Caterina (1468 – 12 febbraio 1517)                  | 30 gennaio 1483  | 23 marzo 1513   | Giovanni d'Albret sette figli e sei figlie | Sorella di Francesco Febo                             |
|          | Giovanni III (1469 – 14 giugno 1516)                | 14 luglio 1484   | 23 marzo 1513   | Caterina di Foix sette figli e sei figlie  | Marito di Caterina                                    |

## Divisione del Regno
Nel 1512, l'Alta Navarra, la porzione del regno a sud dei Pirenei, fu conquistata da Ferdinando II d'Aragona, fratello di Eleonora. Il nuovo regno venne inizialmente aggiunto alla corona d'Aragona, per poi essere incorporato a quella di Castiglia nel 1515. Essa mantenne questo status giuridico sino al 16 agosto 1841, quando, a seguito della prima guerra carlista, il Regno di Alta Navarra venne convertito in provincia del Regno di Spagna. La Bassa Navarra, a nord dei Pirenei, invece, rimase indipendente sotto la casa d'Albret che regnò sino al 1572, quando il trono passò ad Enrico III di Borbone. Dopo che quest'ultimo divenne re di Francia, Francia e Bassa Navarra rimasero in unione personale sino al 4 agosto 1789, quando l'Assemblea Nazionale abolì i diritti feudali in Francia e trasformò la Bassa Navarra in un dipartimento francese.

### Re di Bassa Navarra (formalmente Re di Navarra)

#### Albret (1513-1572)
| Ritratto | Nome (nascita–morte)                          | Regno            | Regno            | Matrimoni                                             | Note                              |
| Ritratto | Nome (nascita–morte)                          | Inizio           | Fine             | Matrimoni                                             | Note                              |
| -------- | --------------------------------------------- | ---------------- | ---------------- | ----------------------------------------------------- | --------------------------------- |
|          | Giovanni III (1469 – 14 giugno 1516)          | 23 marzo 1513    | 14 giugno 1516   | Caterina di Foix sette figli e sei figlie             | Marito di Caterina                |
|          | Caterina (1468 – 12 febbraio 1517)            | 23 marzo 1513    | 12 febbraio 1517 | Giovanni d'Albret sette figli e sei figlie            | Sorella di Francesco Febo         |
|          | Enrico II (18 aprile 1503 – 25 maggio 1555)   | 12 febbraio 1517 | 25 maggio 1555   | Margherita di Valois-Angoulême un figlio e una figlia | Figlio di Caterina e Giovanni III |
|          | Giovanna III (7 gennaio 1528 – 3 giugno 1572) | 25 maggio 1555   | 3 giugno 1572    | Antonio di Borbone tre figli e due figlie             | Figlia di Enrico II               |
|          | Antonio (22 aprile 1518 – 17 novembre 1562)   | 25 maggio 1555   | 17 novembre 1562 | Giovanna III di Navarra tre figli e due figlie        | Marito di Giovanna III            |

#### Borbone-Francia (1572-1789)
| Ritratto | Nome (nascita–morte)                                        | Regno             | Regno             | Matrimoni                                                                                      | Note |
| Ritratto | Nome (nascita–morte)                                        | Inizio            | Fine              | Matrimoni                                                                                      | Note |
| -------- | ----------------------------------------------------------- | ----------------- | ----------------- | ---------------------------------------------------------------------------------------------- | --- |
|          | Enrico III il Grande (13 dicembre 1553 – 14 maggio 1610)    | 3 giugno 1572     | 14 maggio 1610    | (1) Margherita di Valois nessun figlio (annullato) (2) Maria de' Medici tre figli e tre figlie | Figlio di Giovanna III e di Antonio I; Re di Francia come Enrico IV dal 1589 |
|          | Luigi II il Giusto (27 settembre 1601 – 14 maggio 1643)     | 14 maggio 1610    | 1620              | Anna d'Austria due figli                                                                       | Figlio di Enrico III; Re di Francia come Luigi XIII; Governarono in suo nome: la madre Maria (1610-1617); il Cardinale Richelieu (1624-1642); il Cardinale Mazarino (1642-1643) |
|          | Luigi III il Re Sole (5 settembre 1638 – 1º settembre 1715) | 14 maggio 1643    | 1º settembre 1715 | Maria Teresa di Spagna tre figli e tre figlie                                                  | Figlio di Luigi II; Re di Francia come Luigi XIV; assunse effettivamente il potere nel 1661, alla morte del Cardinale Mazarino                                                  |
|          | Luigi IV il Beneamato (15 febbraio 1710 – 10 maggio 1774)   | 1º settembre 1715 | 10 maggio 1774    | Maria Leszczyńska due figli e otto figlie                                                      | Bisnipote di Luigi III; Re di Francia come Luigi XV |
|          | Luigi V (23 agosto 1754 – 21 gennaio 1793)                  | 10 maggio 1774    | 4 agosto 1789     | Maria Antonietta d'Austria due figli e due figlie                                              | Nipote di Luigi IV; Re di Francia come Luigi XVI |

### Re di Alta Navarra

#### Trastámara (1513-1555)
| Ritratto | Nome (nascita–morte)                                         | Regno         | Regno           | Matrimoni                                                                            | Note |
| Ritratto | Nome (nascita–morte)                                         | Inizio        | Fine            | Matrimoni                                                                            | Note |
| -------- | ------------------------------------------------------------ | ------------- | --------------- | ------------------------------------------------------------------------------------ | --- |
|          | Ferdinando I il Cattolico (10 maggio 1452 – 23 gennaio 1516) | 23 marzo 1513 | 23 gennaio 1516 | (1) Isabella I di Castiglia un figlio e quattro figlie (2) Germana de Foix un figlio | Fratello di Eleonora; Re d'Aragona come Ferdinando II                                                    |
|          | Giovanna III la Pazza (6 novembre 1479 – 12 aprile 1555 )    | 23 marzo 1513 | 12 aprile 1555  | Filippo d'Asburgo due figli e quattro figlie                                         | Figlia di Ferdinando I; fu sotto la reggenza del padre sino al 1516, poi co-regnante con il figlio Carlo |

#### Asburgo di Spagna (1516-1700)
| Ritratto | Nome (nascita–morte)                                        | Regno             | Regno                    | Matrimoni | Note |
| Ritratto | Nome (nascita–morte)                                        | Inizio            | Fine                     | Matrimoni | Note |
| -------- | ----------------------------------------------------------- | ----------------- | ------------------------ | --- | --- |
|          | Carlo V (24 febbraio 1500 – 21 settembre 1558)              | 14 marzo 1516     | 16 gennaio 1556 (abdica) | Isabella di Portogallo tre figli e due figlie | Figlio di Giovanna; Re di Castiglia e Aragona come Carlo I; Imperatore come Carlo V; Re di Napoli e di Sicilia; Re di Sardegna                    |
|          | Filippo IV il Prudente (21 maggio 1527 – 13 settembre 1598) | 16 gennaio 1556   | 13 settembre 1598        | (1) Maria Emanuela di Portogallo un figlio (2) Maria I d'Inghilterra nessun figlio (3) Elisabetta di Valois cinque figlie (4) Anna d'Austria quattro figli e una figlia | Figlio di Carlo V; Re di Castiglia come Filippo II; Re d'Aragona e del Portogallo; Re di Napoli e di Sicilia; Re di Sardegna e Duca di Milano     |
|          | Filippo V il Pio (14 aprile 1578 – 31 marzo 1621)           | 13 settembre 1598 | 31 marzo 1621            | Margherita d'Austria-Stiria quattro figli e quattro figlie | Figlio di Filippo IV; Re di Castiglia come Filippo III; Re d'Aragona e del Portogallo; Re di Napoli e di Sicilia; Re di Sardegna e Duca di Milano |
|          | Filippo VI il Grande (8 aprile 1605 – 17 settembre 1665)    | 31 marzo 1621     | 17 settembre 1665        | (1) Elisabetta di Francia un figlio e sei figlie (2) Maria Anna d'Austria tre figli e due figlie                                                                        | Figlio di Filippo V; Re di Castiglia come Filippo IV; Re d'Aragona e del Portogallo; Re di Napoli e di Sicilia; Re di Sardegna e Duca di Milano   |
|          | Carlo VI lo Stregato (6 novembre 1661 – 1º novembre 1700)   | 17 settembre 1665 | 1º novembre 1700         | (1) Maria Luisa d'Orléans nessun figlio (2) Maria Anna del Palatinato-Neuburg nessun figlio                                                                             | Figlio di Filippo VI; Re di Castiglia e Aragona come Carlo II; Re di Napoli e di Sicilia; Re di Sardegna e Duca di Milano                         |

#### Borbone-Spagna (1700-1808)
| Ritratto | Nome (nascita–morte)                                 | Regno            | Regno                    | Matrimoni | Note |
| Ritratto | Nome (nascita–morte)                                 | Inizio           | Fine                     | Matrimoni | Note |
| -------- | ---------------------------------------------------- | ---------------- | ------------------------ | --- | --- |
|          | Filippo VII (19 dicembre 1683 – 9 luglio 1746)       | 16 novembre 1700 | 14 gennaio 1724 (abdica) | (1) Maria Luisa di Savoia quattro figli (2) Elisabetta Farnese quattro figli e tre figlie | Figlio di Luigi il Gran Delfino, figlio di Maria Teresa, sorella di Carlo VI; Re di Spagna come Filippo V                      |
|          | Luigi II (25 agosto 1707 – 31 agosto 1724)           | 14 gennaio 1724  | 31 agosto 1724           | Luisa Elisabetta d'Orléans nessun figlio | Figlio di Filippo VII; Re di Spagna come Luigi I                                                                               |
|          | Filippo VII (19 dicembre 1683 – 9 luglio 1746)       | 31 agosto 1724   | 9 luglio 1746            | (1) Maria Luisa di Savoia quattro figli (2) Elisabetta Farnese quattro figli e tre figlie | Ritornato sul trono dopo la morte del figlio Luigi                                                                             |
|          | Ferdinando II (23 settembre 1713 – 10 agosto 1759)   | 9 luglio 1746    | 10 agosto 1759           | Maria Barbara di Portogallo nessun figlio | Figlio di Filippo VII; Re di Spagna come Ferdinando VI                                                                         |
|          | Carlo VII (20 gennaio 1716 – 14 dicembre 1788)       | 10 agosto 1759   | 14 dicembre 1788         | Maria Amalia di Sassonia sei figli e sette figlie | Figlio di Filippo VII; Re di Spagna come Carlo III; Duca di Parma e Piacenza (1731-1735) Re di Napoli e di Sicilia (1735-1759) |
|          | Carlo VIII (11 novembre 1748 – 20 gennaio 1819)      | 14 dicembre 1788 | 19 marzo 1808 (deposto)  | Maria Luisa di Parma otto figli e sei figlie | Figlio di Carlo VII; Re di Spagna come Carlo IV; detronizzato dal figlio Ferdinando                                            |
|          | Ferdinando III (14 ottobre 1784 – 29 settembre 1833) | 19 marzo 1808    | 6 maggio 1808 (deposto)  | (1) Maria Antonia di Borbone-Due Sicilie nessun figlio (2) Maria Isabella di Portogallo due figlie (3) Maria Giuseppa di Sassonia nessun figlio (4) Maria Cristina delle Due Sicilie due figlie | Figlio di Carlo VIII; Re di Spagna come Ferdinando VII; deposto per intervento di Napoleone                                    |
|          | Carlo VIII (11 novembre 1748 – 20 gennaio 1819)      | 6 maggio 1808    | 6 giugno 1808 (deposto)  | Maria Luisa di Parma otto figli e sei figlie | Costretto da Napoleone a rinunciare alla corona                                                                                |

#### Bonaparte (1808-1813)
| Ritratto | Nome (nascita–morte)                         | Regno         | Regno                      | Matrimoni              | Note                                                                 |
| Ritratto | Nome (nascita–morte)                         | Inizio        | Fine                       | Matrimoni              | Note                                                                 |
| -------- | -------------------------------------------- | ------------- | -------------------------- | ---------------------- | -------------------------------------------------------------------- |
|          | Giuseppe I (7 gennaio 1768 – 28 luglio 1844) | 6 giugno 1808 | 11 dicembre 1813 (deposto) | Julie Clary tre figlie | Posto sul trono dal fratello Napoleone; già Re di Napoli (1806-1808) |

#### Borbone-Spagna (1813-1841)
| Ritratto | Nome (nascita–morte)                                 | Regno             | Regno             | Matrimoni | Note                                                                                                |
| Ritratto | Nome (nascita–morte)                                 | Inizio            | Fine              | Matrimoni | Note                                                                                                |
| -------- | ---------------------------------------------------- | ----------------- | ----------------- | --- | --------------------------------------------------------------------------------------------------- |
|          | Ferdinando III (14 ottobre 1784 – 29 settembre 1833) | 11 dicembre 1813  | 29 settembre 1833 | (1) Maria Antonia di Borbone-Due Sicilie nessun figlio (2) Maria Isabella di Portogallo due figlie (3) Maria Giuseppa di Sassonia nessun figlio (4) Maria Cristina delle Due Sicilie due figlie | Restaurato                                                                                          |
|          | Isabella (10 ottobre 1830 – 10 aprile 1904)          | 29 settembre 1833 | 16 agosto 1841    | Francesco d'Assisi di Borbone-Spagna sei figli e tre figlie | Figlia di Ferdinando III; Regina di Spagna come Isabella II; il trono le fu conteso dallo zio Carlo |

## Linea di successione dei sovrani di Navarra
|                                  |                                  |                                  |                                  |                                  |                                  | IÑIGO I *c.790 †c.852        |                              |                              |                              |                              |                              |                                                         |                                                        |                                                        |                                                        |                                                        |                                                        |                            |                            |                            |                            |                            |                            |                          |                          |                          |                          |                          |                          |  |  |  |  |  |  |  |  |  |  |  |  |  |  |  |  |  |  |
|                                  |                                  |                                  |                                  |                                  |                                  |                              |                              |                              |                              |                              |                              |                                                         |                                                        |                                                        |                                                        |                                                        |                                                        |                            |                            |                            |                            |                            |                            |                          |                          |                          |                          |                          |                          |  |  |  |  |  |  |  |  |  |  |  |  |  |  |  |  |  |  |
|                                  |                                  |                                  |                                  |                                  |                                  | GARCIA I *c.810 †882         |                              |                              |                              |                              |                              |                                                         |                                                        |                                                        |                                                        |                                                        |                                                        |                            |                            |                            |                            |                            |                            |                          |                          |                          |                          |                          |                          |  |  |  |  |  |  |  |  |  |  |  |  |  |  |  |  |  |  |
|                                  |                                  |                                  |                                  |                                  |                                  |                              |                              |                              |                              |                              |                              |                                                         |                                                        |                                                        |                                                        |                                                        |                                                        |                            |                            |                            |                            |                            |                            |                          |                          |                          |                          |                          |                          |  |  |  |  |  |  |  |  |  |  |  |  |  |  |  |  |  |  |
|                                  |                                  |                                  |                                  |                                  |                                  |                              |                              |                              |                              |                              |                              |                                                         |                                                        |                                                        |                                                        |                                                        |                                                        |                            |                            |                            |                            |                            |                            |                          |                          |                          |                          |                          |                          |  |  |  |  |  |  |  |  |  |  |  |  |  |  |  |  |  |  |
| FORTUNATO *c.830 †p.905          | FORTUNATO *c.830 †p.905          | FORTUNATO *c.830 †p.905          | FORTUNATO *c.830 †p.905          | FORTUNATO *c.830 †p.905          | FORTUNATO *c.830 †p.905          | Sancho *... †...             | Sancho *... †...             | Sancho *... †...             | Sancho *... †...             | Sancho *... †...             | Sancho *... †...             |                                                         |                                                        |                                                        |                                                        |                                                        |                                                        | JIMENO I *... †c.860       | JIMENO I *... †c.860       | JIMENO I *... †c.860       | JIMENO I *... †c.860       | JIMENO I *... †c.860       | JIMENO I *... †c.860       |                          |                          |                          |                          |                          |                          |  |  |  |  |  |  |  |  |  |  |  |  |  |  |  |  |  |  |
| FORTUNATO *c.830 †p.905          | FORTUNATO *c.830 †p.905          | FORTUNATO *c.830 †p.905          | FORTUNATO *c.830 †p.905          | FORTUNATO *c.830 †p.905          | FORTUNATO *c.830 †p.905          | Sancho *... †...             | Sancho *... †...             | Sancho *... †...             | Sancho *... †...             | Sancho *... †...             | Sancho *... †...             |                                                         |                                                        |                                                        |                                                        |                                                        |                                                        | JIMENO I *... †c.860       | JIMENO I *... †c.860       | JIMENO I *... †c.860       | JIMENO I *... †c.860       | JIMENO I *... †c.860       | JIMENO I *... †c.860       |                          |                          |                          |                          |                          |                          |  |  |  |  |  |  |  |  |  |  |  |  |  |  |  |  |  |  |
|                                  |                                  |                                  |                                  |                                  |                                  | Aznar *... †...              | Aznar *... †...              | Aznar *... †...              | Aznar *... †...              | Aznar *... †...              | Aznar *... †...              |                                                         |                                                        |                                                        |                                                        |                                                        |                                                        | GARCÍA II *... †c.885      | GARCÍA II *... †c.885      | GARCÍA II *... †c.885      | GARCÍA II *... †c.885      | GARCÍA II *... †c.885      | GARCÍA II *... †c.885      |                          |                          |                          |                          |                          |                          |  |  |  |  |  |  |  |  |  |  |  |  |  |  |  |  |  |  |
|                                  |                                  |                                  |                                  |                                  |                                  | Aznar *... †...              | Aznar *... †...              | Aznar *... †...              | Aznar *... †...              | Aznar *... †...              | Aznar *... †...              |                                                         |                                                        |                                                        |                                                        |                                                        |                                                        | GARCÍA II *... †c.885      | GARCÍA II *... †c.885      | GARCÍA II *... †c.885      | GARCÍA II *... †c.885      | GARCÍA II *... †c.885      | GARCÍA II *... †c.885      |                          |                          |                          |                          |                          |                          |  |  |  |  |  |  |  |  |  |  |  |  |  |  |  |  |  |  |
|                                  |                                  |                                  |                                  |                                  |                                  |                              |                              |                              |                              |                              |                              |                                                         |                                                        |                                                        |                                                        |                                                        |                                                        |                            |                            |                            |                            |                            |                            |                          |                          |                          |                          |                          |                          |  |  |  |  |  |  |  |  |  |  |  |  |  |  |  |  |  |  |
|                                  |                                  |                                  |                                  |                                  |                                  | Toda *885 †p.970             | Toda *885 †p.970             | Toda *885 †p.970             | Toda *885 †p.970             | Toda *885 †p.970             | Toda *885 †p.970             | IÑIGO II *c.860 †933                                    | IÑIGO II *c.860 †933                                   | IÑIGO II *c.860 †933                                   | IÑIGO II *c.860 †933                                   | IÑIGO II *c.860 †933                                   | IÑIGO II *c.860 †933                                   | SANCHO I *c.880 †925       | SANCHO I *c.880 †925       | SANCHO I *c.880 †925       | SANCHO I *c.880 †925       | SANCHO I *c.880 †925       | SANCHO I *c.880 †925       | JIMENO II *c.882 †931    | JIMENO II *c.882 †931    | JIMENO II *c.882 †931    | JIMENO II *c.882 †931    | JIMENO II *c.882 †931    | JIMENO II *c.882 †931    |  |  |  |  |  |  |  |  |  |  |  |  |  |  |  |  |  |  |
|                                  |                                  |                                  |                                  |                                  |                                  | Toda *885 †p.970             | Toda *885 †p.970             | Toda *885 †p.970             | Toda *885 †p.970             | Toda *885 †p.970             | Toda *885 †p.970             | IÑIGO II *c.860 †933                                    | IÑIGO II *c.860 †933                                   | IÑIGO II *c.860 †933                                   | IÑIGO II *c.860 †933                                   | IÑIGO II *c.860 †933                                   | IÑIGO II *c.860 †933                                   | SANCHO I *c.880 †925       | SANCHO I *c.880 †925       | SANCHO I *c.880 †925       | SANCHO I *c.880 †925       | SANCHO I *c.880 †925       | SANCHO I *c.880 †925       | JIMENO II *c.882 †931    | JIMENO II *c.882 †931    | JIMENO II *c.882 †931    | JIMENO II *c.882 †931    | JIMENO II *c.882 †931    | JIMENO II *c.882 †931    |  |  |  |  |  |  |  |  |  |  |  |  |  |  |  |  |  |  |
|                                  |                                  |                                  |                                  |                                  |                                  |                              |                              |                              |                              |                              |                              |                                                         |                                                        |                                                        |                                                        |                                                        |                                                        |                            |                            |                            |                            |                            |                            |                          |                          |                          |                          |                          |                          |  |  |  |  |  |  |  |  |  |  |  |  |  |  |  |  |  |  |
|                                  |                                  |                                  |                                  |                                  |                                  |                              |                              |                              |                              |                              |                              | GARCÍA I (III) *919 †970                                |                                                        |                                                        |                                                        |                                                        |                                                        |                            |                            |                            |                            |                            |                            |                          |                          |                          |                          |                          |                          |  |  |  |  |  |  |  |  |  |  |  |  |  |  |  |  |  |  |
|                                  |                                  |                                  |                                  |                                  |                                  |                              |                              |                              |                              |                              |                              |                                                         |                                                        |                                                        |                                                        |                                                        |                                                        |                            |                            |                            |                            |                            |                            |                          |                          |                          |                          |                          |                          |  |  |  |  |  |  |  |  |  |  |  |  |  |  |  |  |  |  |
|                                  |                                  |                                  |                                  |                                  |                                  |                              |                              |                              |                              |                              |                              | SANCHO II *c.935 †994                                   |                                                        |                                                        |                                                        |                                                        |                                                        |                            |                            |                            |                            |                            |                            |                          |                          |                          |                          |                          |                          |  |  |  |  |  |  |  |  |  |  |  |  |  |  |  |  |  |  |
|                                  |                                  |                                  |                                  |                                  |                                  |                              |                              |                              |                              |                              |                              |                                                         |                                                        |                                                        |                                                        |                                                        |                                                        |                            |                            |                            |                            |                            |                            |                          |                          |                          |                          |                          |                          |  |  |  |  |  |  |  |  |  |  |  |  |  |  |  |  |  |  |
|                                  |                                  |                                  |                                  |                                  |                                  |                              |                              |                              |                              |                              |                              | GARCIA II (IV) *964 †999                                |                                                        |                                                        |                                                        |                                                        |                                                        |                            |                            |                            |                            |                            |                            |                          |                          |                          |                          |                          |                          |  |  |  |  |  |  |  |  |  |  |  |  |  |  |  |  |  |  |
|                                  |                                  |                                  |                                  |                                  |                                  |                              |                              |                              |                              |                              |                              |                                                         |                                                        |                                                        |                                                        |                                                        |                                                        |                            |                            |                            |                            |                            |                            |                          |                          |                          |                          |                          |                          |  |  |  |  |  |  |  |  |  |  |  |  |  |  |  |  |  |  |
|                                  |                                  |                                  |                                  |                                  |                                  |                              |                              |                              |                              |                              |                              | SANCHO III *c.990 †1035                                 |                                                        |                                                        |                                                        |                                                        |                                                        |                            |                            |                            |                            |                            |                            |                          |                          |                          |                          |                          |                          |  |  |  |  |  |  |  |  |  |  |  |  |  |  |  |  |  |  |
|                                  |                                  |                                  |                                  |                                  |                                  |                              |                              |                              |                              |                              |                              |                                                         |                                                        |                                                        |                                                        |                                                        |                                                        |                            |                            |                            |                            |                            |                            |                          |                          |                          |                          |                          |                          |  |  |  |  |  |  |  |  |  |  |  |  |  |  |  |  |  |  |
|                                  |                                  |                                  |                                  |                                  |                                  |                              |                              |                              |                              |                              |                              |                                                         |                                                        |                                                        |                                                        |                                                        |                                                        |                            |                            |                            |                            |                            |                            |                          |                          |                          |                          |                          |                          |  |  |  |  |  |  |  |  |  |  |  |  |  |  |  |  |  |  |
| Ramiro I d'Aragona *c.1008 †1063 | Ramiro I d'Aragona *c.1008 †1063 | Ramiro I d'Aragona *c.1008 †1063 | Ramiro I d'Aragona *c.1008 †1063 | Ramiro I d'Aragona *c.1008 †1063 | Ramiro I d'Aragona *c.1008 †1063 |                              |                              |                              |                              |                              |                              | GARCÍA III (V) *c.1010 †1054                            | GARCÍA III (V) *c.1010 †1054                           | GARCÍA III (V) *c.1010 †1054                           | GARCÍA III (V) *c.1010 †1054                           | GARCÍA III (V) *c.1010 †1054                           | GARCÍA III (V) *c.1010 †1054                           |                            |                            |                            |                            |                            |                            |                          |                          |                          |                          |                          |                          |  |  |  |  |  |  |  |  |  |  |  |  |  |  |  |  |  |  |
| Ramiro I d'Aragona *c.1008 †1063 | Ramiro I d'Aragona *c.1008 †1063 | Ramiro I d'Aragona *c.1008 †1063 | Ramiro I d'Aragona *c.1008 †1063 | Ramiro I d'Aragona *c.1008 †1063 | Ramiro I d'Aragona *c.1008 †1063 |                              |                              |                              |                              |                              |                              | GARCÍA III (V) *c.1010 †1054                            | GARCÍA III (V) *c.1010 †1054                           | GARCÍA III (V) *c.1010 †1054                           | GARCÍA III (V) *c.1010 †1054                           | GARCÍA III (V) *c.1010 †1054                           | GARCÍA III (V) *c.1010 †1054                           |                            |                            |                            |                            |                            |                            |                          |                          |                          |                          |                          |                          |  |  |  |  |  |  |  |  |  |  |  |  |  |  |  |  |  |  |
|                                  |                                  |                                  |                                  |                                  |                                  |                              |                              |                              |                              |                              |                              |                                                         |                                                        |                                                        |                                                        |                                                        |                                                        |                            |                            |                            |                            |                            |                            |                          |                          |                          |                          |                          |                          |  |  |  |  |  |  |  |  |  |  |  |  |  |  |  |  |  |  |
| SANCHO V (I) *c.1042 †1094       | SANCHO V (I) *c.1042 †1094       | SANCHO V (I) *c.1042 †1094       | SANCHO V (I) *c.1042 †1094       | SANCHO V (I) *c.1042 †1094       | SANCHO V (I) *c.1042 †1094       | SANCHO IV *1039 †1076        | SANCHO IV *1039 †1076        | SANCHO IV *1039 †1076        | SANCHO IV *1039 †1076        | SANCHO IV *1039 †1076        | SANCHO IV *1039 †1076        | Sancho *... †...                                        | Sancho *... †...                                       | Sancho *... †...                                       | Sancho *... †...                                       | Sancho *... †...                                       | Sancho *... †...                                       |                            |                            |                            |                            |                            |                            |                          |                          |                          |                          |                          |                          |  |  |  |  |  |  |  |  |  |  |  |  |  |  |  |  |  |  |
| SANCHO V (I) *c.1042 †1094       | SANCHO V (I) *c.1042 †1094       | SANCHO V (I) *c.1042 †1094       | SANCHO V (I) *c.1042 †1094       | SANCHO V (I) *c.1042 †1094       | SANCHO V (I) *c.1042 †1094       | SANCHO IV *1039 †1076        | SANCHO IV *1039 †1076        | SANCHO IV *1039 †1076        | SANCHO IV *1039 †1076        | SANCHO IV *1039 †1076        | SANCHO IV *1039 †1076        | Sancho *... †...                                        | Sancho *... †...                                       | Sancho *... †...                                       | Sancho *... †...                                       | Sancho *... †...                                       | Sancho *... †...                                       |                            |                            |                            |                            |                            |                            |                          |                          |                          |                          |                          |                          |  |  |  |  |  |  |  |  |  |  |  |  |  |  |  |  |  |  |
|                                  |                                  |                                  |                                  |                                  |                                  |                              |                              |                              |                              |                              |                              |                                                         |                                                        |                                                        |                                                        |                                                        |                                                        |                            |                            |                            |                            |                            |                            |                          |                          |                          |                          |                          |                          |  |  |  |  |  |  |  |  |  |  |  |  |  |  |  |  |  |  |
| PIETRO (I) *c.1068 †1104         | PIETRO (I) *c.1068 †1104         | PIETRO (I) *c.1068 †1104         | PIETRO (I) *c.1068 †1104         | PIETRO (I) *c.1068 †1104         | PIETRO (I) *c.1068 †1104         | ALFONSO (I) *c.1082 †1134    | ALFONSO (I) *c.1082 †1134    | ALFONSO (I) *c.1082 †1134    | ALFONSO (I) *c.1082 †1134    | ALFONSO (I) *c.1082 †1134    | ALFONSO (I) *c.1082 †1134    | Ramiro *1070 †1116                                      | Ramiro *1070 †1116                                     | Ramiro *1070 †1116                                     | Ramiro *1070 †1116                                     | Ramiro *1070 †1116                                     | Ramiro *1070 †1116                                     |                            |                            |                            |                            |                            |                            |                          |                          |                          |                          |                          |                          |  |  |  |  |  |  |  |  |  |  |  |  |  |  |  |  |  |  |
| PIETRO (I) *c.1068 †1104         | PIETRO (I) *c.1068 †1104         | PIETRO (I) *c.1068 †1104         | PIETRO (I) *c.1068 †1104         | PIETRO (I) *c.1068 †1104         | PIETRO (I) *c.1068 †1104         | ALFONSO (I) *c.1082 †1134    | ALFONSO (I) *c.1082 †1134    | ALFONSO (I) *c.1082 †1134    | ALFONSO (I) *c.1082 †1134    | ALFONSO (I) *c.1082 †1134    | ALFONSO (I) *c.1082 †1134    | Ramiro *1070 †1116                                      | Ramiro *1070 †1116                                     | Ramiro *1070 †1116                                     | Ramiro *1070 †1116                                     | Ramiro *1070 †1116                                     | Ramiro *1070 †1116                                     |                            |                            |                            |                            |                            |                            |                          |                          |                          |                          |                          |                          |  |  |  |  |  |  |  |  |  |  |  |  |  |  |  |  |  |  |
|                                  |                                  |                                  |                                  |                                  |                                  |                              |                              |                              |                              |                              |                              | GARCÍA IV (VI) *1105 †1150                              |                                                        |                                                        |                                                        |                                                        |                                                        |                            |                            |                            |                            |                            |                            |                          |                          |                          |                          |                          |                          |  |  |  |  |  |  |  |  |  |  |  |  |  |  |  |  |  |  |
|                                  |                                  |                                  |                                  |                                  |                                  |                              |                              |                              |                              |                              |                              |                                                         |                                                        |                                                        |                                                        |                                                        |                                                        |                            |                            |                            |                            |                            |                            |                          |                          |                          |                          |                          |                          |  |  |  |  |  |  |  |  |  |  |  |  |  |  |  |  |  |  |
|                                  |                                  |                                  |                                  |                                  |                                  |                              |                              |                              |                              |                              |                              | SANCHO VI *1132 †1194                                   |                                                        |                                                        |                                                        |                                                        |                                                        |                            |                            |                            |                            |                            |                            |                          |                          |                          |                          |                          |                          |  |  |  |  |  |  |  |  |  |  |  |  |  |  |  |  |  |  |
|                                  |                                  |                                  |                                  |                                  |                                  |                              |                              |                              |                              |                              |                              |                                                         |                                                        |                                                        |                                                        |                                                        |                                                        |                            |                            |                            |                            |                            |                            |                          |                          |                          |                          |                          |                          |  |  |  |  |  |  |  |  |  |  |  |  |  |  |  |  |  |  |
|                                  |                                  |                                  |                                  |                                  |                                  |                              |                              |                              |                              |                              |                              |                                                         |                                                        |                                                        |                                                        |                                                        |                                                        |                            |                            |                            |                            |                            |                            |                          |                          |                          |                          |                          |                          |  |  |  |  |  |  |  |  |  |  |  |  |  |  |  |  |  |  |
|                                  |                                  |                                  |                                  |                                  |                                  | SANCHO VII *c.1170 †1234     | SANCHO VII *c.1170 †1234     | SANCHO VII *c.1170 †1234     | SANCHO VII *c.1170 †1234     | SANCHO VII *c.1170 †1234     | SANCHO VII *c.1170 †1234     | Bianca *c.1177 †1229 Tebaldo III di Champagne           | Bianca *c.1177 †1229 Tebaldo III di Champagne          | Bianca *c.1177 †1229 Tebaldo III di Champagne          | Bianca *c.1177 †1229 Tebaldo III di Champagne          | Bianca *c.1177 †1229 Tebaldo III di Champagne          | Bianca *c.1177 †1229 Tebaldo III di Champagne          |                            |                            |                            |                            |                            |                            |                          |                          |                          |                          |                          |                          |  |  |  |  |  |  |  |  |  |  |  |  |  |  |  |  |  |  |
|                                  |                                  |                                  |                                  |                                  |                                  | SANCHO VII *c.1170 †1234     | SANCHO VII *c.1170 †1234     | SANCHO VII *c.1170 †1234     | SANCHO VII *c.1170 †1234     | SANCHO VII *c.1170 †1234     | SANCHO VII *c.1170 †1234     | Bianca *c.1177 †1229 Tebaldo III di Champagne           | Bianca *c.1177 †1229 Tebaldo III di Champagne          | Bianca *c.1177 †1229 Tebaldo III di Champagne          | Bianca *c.1177 †1229 Tebaldo III di Champagne          | Bianca *c.1177 †1229 Tebaldo III di Champagne          | Bianca *c.1177 †1229 Tebaldo III di Champagne          |                            |                            |                            |                            |                            |                            |                          |                          |                          |                          |                          |                          |  |  |  |  |  |  |  |  |  |  |  |  |  |  |  |  |  |  |
|                                  |                                  |                                  |                                  |                                  |                                  |                              |                              |                              |                              |                              |                              | TEBALDO I (IV) *1201 †1253                              |                                                        |                                                        |                                                        |                                                        |                                                        |                            |                            |                            |                            |                            |                            |                          |                          |                          |                          |                          |                          |  |  |  |  |  |  |  |  |  |  |  |  |  |  |  |  |  |  |
|                                  |                                  |                                  |                                  |                                  |                                  |                              |                              |                              |                              |                              |                              |                                                         |                                                        |                                                        |                                                        |                                                        |                                                        |                            |                            |                            |                            |                            |                            |                          |                          |                          |                          |                          |                          |  |  |  |  |  |  |  |  |  |  |  |  |  |  |  |  |  |  |
|                                  |                                  |                                  |                                  |                                  |                                  |                              |                              |                              |                              |                              |                              |                                                         |                                                        |                                                        |                                                        |                                                        |                                                        |                            |                            |                            |                            |                            |                            |                          |                          |                          |                          |                          |                          |  |  |  |  |  |  |  |  |  |  |  |  |  |  |  |  |  |  |
|                                  |                                  |                                  |                                  |                                  |                                  | TEBALDO II (V) *c.1238 †1270 | TEBALDO II (V) *c.1238 †1270 | TEBALDO II (V) *c.1238 †1270 | TEBALDO II (V) *c.1238 †1270 | TEBALDO II (V) *c.1238 †1270 | TEBALDO II (V) *c.1238 †1270 | ENRICO I *c.1244 †1274                                  | ENRICO I *c.1244 †1274                                 | ENRICO I *c.1244 †1274                                 | ENRICO I *c.1244 †1274                                 | ENRICO I *c.1244 †1274                                 | ENRICO I *c.1244 †1274                                 |                            |                            |                            |                            |                            |                            |                          |                          |                          |                          |                          |                          |  |  |  |  |  |  |  |  |  |  |  |  |  |  |  |  |  |  |
|                                  |                                  |                                  |                                  |                                  |                                  | TEBALDO II (V) *c.1238 †1270 | TEBALDO II (V) *c.1238 †1270 | TEBALDO II (V) *c.1238 †1270 | TEBALDO II (V) *c.1238 †1270 | TEBALDO II (V) *c.1238 †1270 | TEBALDO II (V) *c.1238 †1270 | ENRICO I *c.1244 †1274                                  | ENRICO I *c.1244 †1274                                 | ENRICO I *c.1244 †1274                                 | ENRICO I *c.1244 †1274                                 | ENRICO I *c.1244 †1274                                 | ENRICO I *c.1244 †1274                                 |                            |                            |                            |                            |                            |                            |                          |                          |                          |                          |                          |                          |  |  |  |  |  |  |  |  |  |  |  |  |  |  |  |  |  |  |
|                                  |                                  |                                  |                                  |                                  |                                  |                              |                              |                              |                              |                              |                              | GIOVANNA I *1273 †1305 FILIPPO I *1268 †1314            |                                                        |                                                        |                                                        |                                                        |                                                        |                            |                            |                            |                            |                            |                            |                          |                          |                          |                          |                          |                          |  |  |  |  |  |  |  |  |  |  |  |  |  |  |  |  |  |  |
|                                  |                                  |                                  |                                  |                                  |                                  |                              |                              |                              |                              |                              |                              |                                                         |                                                        |                                                        |                                                        |                                                        |                                                        |                            |                            |                            |                            |                            |                            |                          |                          |                          |                          |                          |                          |  |  |  |  |  |  |  |  |  |  |  |  |  |  |  |  |  |  |
|                                  |                                  |                                  |                                  |                                  |                                  |                              |                              |                              |                              |                              |                              |                                                         |                                                        |                                                        |                                                        |                                                        |                                                        |                            |                            |                            |                            |                            |                            |                          |                          |                          |                          |                          |                          |  |  |  |  |  |  |  |  |  |  |  |  |  |  |  |  |  |  |
|                                  |                                  |                                  |                                  |                                  |                                  |                              |                              |                              |                              |                              |                              | LUIGI I (X) *1289 †1316                                 | LUIGI I (X) *1289 †1316                                | LUIGI I (X) *1289 †1316                                | LUIGI I (X) *1289 †1316                                | LUIGI I (X) *1289 †1316                                | LUIGI I (X) *1289 †1316                                | FILIPPO II (V) *1291 †1322 | FILIPPO II (V) *1291 †1322 | FILIPPO II (V) *1291 †1322 | FILIPPO II (V) *1291 †1322 | FILIPPO II (V) *1291 †1322 | FILIPPO II (V) *1291 †1322 | CARLO I (IV) *1294 †1328 | CARLO I (IV) *1294 †1328 | CARLO I (IV) *1294 †1328 | CARLO I (IV) *1294 †1328 | CARLO I (IV) *1294 †1328 | CARLO I (IV) *1294 †1328 |  |  |  |  |  |  |  |  |  |  |  |  |  |  |  |  |  |  |
|                                  |                                  |                                  |                                  |                                  |                                  |                              |                              |                              |                              |                              |                              | LUIGI I (X) *1289 †1316                                 | LUIGI I (X) *1289 †1316                                | LUIGI I (X) *1289 †1316                                | LUIGI I (X) *1289 †1316                                | LUIGI I (X) *1289 †1316                                | LUIGI I (X) *1289 †1316                                | FILIPPO II (V) *1291 †1322 | FILIPPO II (V) *1291 †1322 | FILIPPO II (V) *1291 †1322 | FILIPPO II (V) *1291 †1322 | FILIPPO II (V) *1291 †1322 | FILIPPO II (V) *1291 †1322 | CARLO I (IV) *1294 †1328 | CARLO I (IV) *1294 †1328 | CARLO I (IV) *1294 †1328 | CARLO I (IV) *1294 †1328 | CARLO I (IV) *1294 †1328 | CARLO I (IV) *1294 †1328 |  |  |  |  |  |  |  |  |  |  |  |  |  |  |  |  |  |  |
|                                  |                                  |                                  |                                  |                                  |                                  |                              |                              |                              |                              |                              |                              |                                                         |                                                        |                                                        |                                                        |                                                        |                                                        |                            |                            |                            |                            |                            |                            |                          |                          |                          |                          |                          |                          |  |  |  |  |  |  |  |  |  |  |  |  |  |  |  |  |  |  |
|                                  |                                  |                                  |                                  |                                  |                                  |                              |                              |                              |                              |                              |                              | GIOVANNA II *1311 †1349 FILIPPO III *1306 †1343         | GIOVANNA II *1311 †1349 FILIPPO III *1306 †1343        | GIOVANNA II *1311 †1349 FILIPPO III *1306 †1343        | GIOVANNA II *1311 †1349 FILIPPO III *1306 †1343        | GIOVANNA II *1311 †1349 FILIPPO III *1306 †1343        | GIOVANNA II *1311 †1349 FILIPPO III *1306 †1343        | GIOVANNI I *1316 †1316     | GIOVANNI I *1316 †1316     | GIOVANNI I *1316 †1316     | GIOVANNI I *1316 †1316     | GIOVANNI I *1316 †1316     | GIOVANNI I *1316 †1316     |                          |                          |                          |                          |                          |                          |  |  |  |  |  |  |  |  |  |  |  |  |  |  |  |  |  |  |
|                                  |                                  |                                  |                                  |                                  |                                  |                              |                              |                              |                              |                              |                              | GIOVANNA II *1311 †1349 FILIPPO III *1306 †1343         | GIOVANNA II *1311 †1349 FILIPPO III *1306 †1343        | GIOVANNA II *1311 †1349 FILIPPO III *1306 †1343        | GIOVANNA II *1311 †1349 FILIPPO III *1306 †1343        | GIOVANNA II *1311 †1349 FILIPPO III *1306 †1343        | GIOVANNA II *1311 †1349 FILIPPO III *1306 †1343        | GIOVANNI I *1316 †1316     | GIOVANNI I *1316 †1316     | GIOVANNI I *1316 †1316     | GIOVANNI I *1316 †1316     | GIOVANNI I *1316 †1316     | GIOVANNI I *1316 †1316     |                          |                          |                          |                          |                          |                          |  |  |  |  |  |  |  |  |  |  |  |  |  |  |  |  |  |  |
|                                  |                                  |                                  |                                  |                                  |                                  |                              |                              |                              |                              |                              |                              | CARLO II *1332 †1387                                    |                                                        |                                                        |                                                        |                                                        |                                                        |                            |                            |                            |                            |                            |                            |                          |                          |                          |                          |                          |                          |  |  |  |  |  |  |  |  |  |  |  |  |  |  |  |  |  |  |
|                                  |                                  |                                  |                                  |                                  |                                  |                              |                              |                              |                              |                              |                              |                                                         |                                                        |                                                        |                                                        |                                                        |                                                        |                            |                            |                            |                            |                            |                            |                          |                          |                          |                          |                          |                          |  |  |  |  |  |  |  |  |  |  |  |  |  |  |  |  |  |  |
|                                  |                                  |                                  |                                  |                                  |                                  |                              |                              |                              |                              |                              |                              | CARLO III *1361 †1425                                   |                                                        |                                                        |                                                        |                                                        |                                                        |                            |                            |                            |                            |                            |                            |                          |                          |                          |                          |                          |                          |  |  |  |  |  |  |  |  |  |  |  |  |  |  |  |  |  |  |
|                                  |                                  |                                  |                                  |                                  |                                  |                              |                              |                              |                              |                              |                              |                                                         |                                                        |                                                        |                                                        |                                                        |                                                        |                            |                            |                            |                            |                            |                            |                          |                          |                          |                          |                          |                          |  |  |  |  |  |  |  |  |  |  |  |  |  |  |  |  |  |  |
|                                  |                                  |                                  |                                  |                                  |                                  |                              |                              |                              |                              |                              |                              | BIANCA I *1387 †1441 GIOVANNI II d'Aragona *1398 †1479  |                                                        |                                                        |                                                        |                                                        |                                                        |                            |                            |                            |                            |                            |                            |                          |                          |                          |                          |                          |                          |  |  |  |  |  |  |  |  |  |  |  |  |  |  |  |  |  |  |
|                                  |                                  |                                  |                                  |                                  |                                  |                              |                              |                              |                              |                              |                              |                                                         |                                                        |                                                        |                                                        |                                                        |                                                        |                            |                            |                            |                            |                            |                            |                          |                          |                          |                          |                          |                          |  |  |  |  |  |  |  |  |  |  |  |  |  |  |  |  |  |  |
|                                  |                                  |                                  |                                  |                                  |                                  |                              |                              |                              |                              |                              |                              |                                                         |                                                        |                                                        |                                                        |                                                        |                                                        |                            |                            |                            |                            |                            |                            |                          |                          |                          |                          |                          |                          |  |  |  |  |  |  |  |  |  |  |  |  |  |  |  |  |  |  |
| CARLO IV *1421 †1461             | CARLO IV *1421 †1461             | CARLO IV *1421 †1461             | CARLO IV *1421 †1461             | CARLO IV *1421 †1461             | CARLO IV *1421 †1461             | BIANCA II *1424 †1464        | BIANCA II *1424 †1464        | BIANCA II *1424 †1464        | BIANCA II *1424 †1464        | BIANCA II *1424 †1464        | BIANCA II *1424 †1464        | ELEONORA *1425 †1479 GASTONE *1422 †1472                | ELEONORA *1425 †1479 GASTONE *1422 †1472               | ELEONORA *1425 †1479 GASTONE *1422 †1472               | ELEONORA *1425 †1479 GASTONE *1422 †1472               | ELEONORA *1425 †1479 GASTONE *1422 †1472               | ELEONORA *1425 †1479 GASTONE *1422 †1472               |                            |                            |                            |                            |                            |                            |                          |                          |                          |                          |                          |                          |  |  |  |  |  |  |  |  |  |  |  |  |  |  |  |  |  |  |
| CARLO IV *1421 †1461             | CARLO IV *1421 †1461             | CARLO IV *1421 †1461             | CARLO IV *1421 †1461             | CARLO IV *1421 †1461             | CARLO IV *1421 †1461             | BIANCA II *1424 †1464        | BIANCA II *1424 †1464        | BIANCA II *1424 †1464        | BIANCA II *1424 †1464        | BIANCA II *1424 †1464        | BIANCA II *1424 †1464        | ELEONORA *1425 †1479 GASTONE *1422 †1472                | ELEONORA *1425 †1479 GASTONE *1422 †1472               | ELEONORA *1425 †1479 GASTONE *1422 †1472               | ELEONORA *1425 †1479 GASTONE *1422 †1472               | ELEONORA *1425 †1479 GASTONE *1422 †1472               | ELEONORA *1425 †1479 GASTONE *1422 †1472               |                            |                            |                            |                            |                            |                            |                          |                          |                          |                          |                          |                          |  |  |  |  |  |  |  |  |  |  |  |  |  |  |  |  |  |  |
|                                  |                                  |                                  |                                  |                                  |                                  |                              |                              |                              |                              |                              |                              | Gastone *1444 †1470                                     |                                                        |                                                        |                                                        |                                                        |                                                        |                            |                            |                            |                            |                            |                            |                          |                          |                          |                          |                          |                          |  |  |  |  |  |  |  |  |  |  |  |  |  |  |  |  |  |  |
|                                  |                                  |                                  |                                  |                                  |                                  |                              |                              |                              |                              |                              |                              |                                                         |                                                        |                                                        |                                                        |                                                        |                                                        |                            |                            |                            |                            |                            |                            |                          |                          |                          |                          |                          |                          |  |  |  |  |  |  |  |  |  |  |  |  |  |  |  |  |  |  |
|                                  |                                  |                                  |                                  |                                  |                                  |                              |                              |                              |                              |                              |                              |                                                         |                                                        |                                                        |                                                        |                                                        |                                                        |                            |                            |                            |                            |                            |                            |                          |                          |                          |                          |                          |                          |  |  |  |  |  |  |  |  |  |  |  |  |  |  |  |  |  |  |
|                                  |                                  |                                  |                                  |                                  |                                  | FRANCESCO FEBO *1466 †1483   | FRANCESCO FEBO *1466 †1483   | FRANCESCO FEBO *1466 †1483   | FRANCESCO FEBO *1466 †1483   | FRANCESCO FEBO *1466 †1483   | FRANCESCO FEBO *1466 †1483   | CATERINA *1470 †1517 GIOVANNI III d'Albret *1469 †1516  | CATERINA *1470 †1517 GIOVANNI III d'Albret *1469 †1516 | CATERINA *1470 †1517 GIOVANNI III d'Albret *1469 †1516 | CATERINA *1470 †1517 GIOVANNI III d'Albret *1469 †1516 | CATERINA *1470 †1517 GIOVANNI III d'Albret *1469 †1516 | CATERINA *1470 †1517 GIOVANNI III d'Albret *1469 †1516 |                            |                            |                            |                            |                            |                            |                          |                          |                          |                          |                          |                          |  |  |  |  |  |  |  |  |  |  |  |  |  |  |  |  |  |  |
|                                  |                                  |                                  |                                  |                                  |                                  | FRANCESCO FEBO *1466 †1483   | FRANCESCO FEBO *1466 †1483   | FRANCESCO FEBO *1466 †1483   | FRANCESCO FEBO *1466 †1483   | FRANCESCO FEBO *1466 †1483   | FRANCESCO FEBO *1466 †1483   | CATERINA *1470 †1517 GIOVANNI III d'Albret *1469 †1516  | CATERINA *1470 †1517 GIOVANNI III d'Albret *1469 †1516 | CATERINA *1470 †1517 GIOVANNI III d'Albret *1469 †1516 | CATERINA *1470 †1517 GIOVANNI III d'Albret *1469 †1516 | CATERINA *1470 †1517 GIOVANNI III d'Albret *1469 †1516 | CATERINA *1470 †1517 GIOVANNI III d'Albret *1469 †1516 |                            |                            |                            |                            |                            |                            |                          |                          |                          |                          |                          |                          |  |  |  |  |  |  |  |  |  |  |  |  |  |  |  |  |  |  |
|                                  |                                  |                                  |                                  |                                  |                                  |                              |                              |                              |                              |                              |                              | ENRICO II *1503 †1555                                   |                                                        |                                                        |                                                        |                                                        |                                                        |                            |                            |                            |                            |                            |                            |                          |                          |                          |                          |                          |                          |  |  |  |  |  |  |  |  |  |  |  |  |  |  |  |  |  |  |
|                                  |                                  |                                  |                                  |                                  |                                  |                              |                              |                              |                              |                              |                              |                                                         |                                                        |                                                        |                                                        |                                                        |                                                        |                            |                            |                            |                            |                            |                            |                          |                          |                          |                          |                          |                          |  |  |  |  |  |  |  |  |  |  |  |  |  |  |  |  |  |  |
|                                  |                                  |                                  |                                  |                                  |                                  |                              |                              |                              |                              |                              |                              | GIOVANNA III *1528 †1572 ANTONIO di Borbone *1518 †1562 |                                                        |                                                        |                                                        |                                                        |                                                        |                            |                            |                            |                            |                            |                            |                          |                          |                          |                          |                          |                          |  |  |  |  |  |  |  |  |  |  |  |  |  |  |  |  |  |  |
|                                  |                                  |                                  |                                  |                                  |                                  |                              |                              |                              |                              |                              |                              |                                                         |                                                        |                                                        |                                                        |                                                        |                                                        |                            |                            |                            |                            |                            |                            |                          |                          |                          |                          |                          |                          |  |  |  |  |  |  |  |  |  |  |  |  |  |  |  |  |  |  |
|                                  |                                  |                                  |                                  |                                  |                                  |                              |                              |                              |                              |                              |                              | ENRICO III (IV) *1553 †1610                             |                                                        |                                                        |                                                        |                                                        |                                                        |                            |                            |                            |                            |                            |                            |                          |                          |                          |                          |                          |                          |  |  |  |  |  |  |  |  |  |  |  |  |  |  |  |  |  |  |
|                                  |                                  |                                  |                                  |                                  |                                  |                              |                              |                              |                              |                              |                              |                                                         |                                                        |                                                        |                                                        |                                                        |                                                        |                            |                            |                            |                            |                            |                            |                          |                          |                          |                          |                          |                          |  |  |  |  |  |  |  |  |  |  |  |  |  |  |  |  |  |  |
|                                  |                                  |                                  |                                  |                                  |                                  |                              |                              |                              |                              |                              |                              | Re di Francia e Navarra                                 |                                                        |                                                        |                                                        |                                                        |                                                        |                            |                            |                            |                            |                            |                            |                          |                          |                          |                          |                          |                          |  |  |  |  |  |  |  |  |  |  |  |  |  |  |  |  |  |  |